# Чёрная собачья акула Фабрициуса
Чёрная собачья акула Фабрициуса (лат. Centroscyllium fabricii) — вид хрящевых рыб рода чёрных собачьих акул семейства чёрных собачьих акул отряда катранообразных, в которое включают 7 видов рыб. Они обитают в Атлантическом океане на глубине от 180 до 2250 м. Это самый крупный представитель семейства, средний размер взрослых акул достигает 60—75 см. У них плотное тело тёмно-коричневого цвета, спина темнее брюха, у основания обоих спинных плавников имеются заметные шипы. Анальный плавник отсутствует. 
Чёрные собачьи акулы Фабрициуса — активные стайные хищники. Их рацион в основном состоит из костистых рыб, головоногих и ракообразных. Они размножаются яйцеживорождением. В помёте до 40 новорожденных. Эмбрионы питаются исключительно желтком. Размножение происходит круглый год. Эти акулы часто попадают в качестве прилова в глубоководные коммерческие сети. Коммерческой ценности не имеют.

## Таксономия
Впервые вид научно описан в 1825 году датским зоологом Йоханом Рейнхардтом на основании экземпляра, пойманного у берегов города Какорток, Гренландия. Первоначально учёный назвал описанную им акулу Spinax fabricii в честь миссионера и натуралиста Отто Фабрициуса, который первым исследовал водный мир Гренландии. Немецкие биологи Иоганн Мюллер и Якоб Генле для описания этого вида создали род чёрных собачьих акул. 
Согласно данным Международного союза охраны природы для подтверждения присутствия вида в водах Северной Атлантики и его аналогии с популяцией, обитающей в Южной Атлантике, необходимы дальнейшие таксономические исследования. Проведённый в 2010 году филогенетический анализ на основании ядерной и митохондриальной ДНК показал, что чёрные собачьи акулы Фабрициуса близкородственны белопёрым собачьим акулам, а эти два вида в свою очередь близкородственны кладе, образованной Centroscyllium granulatum и чёрной собачьей акулой.

## Ареал

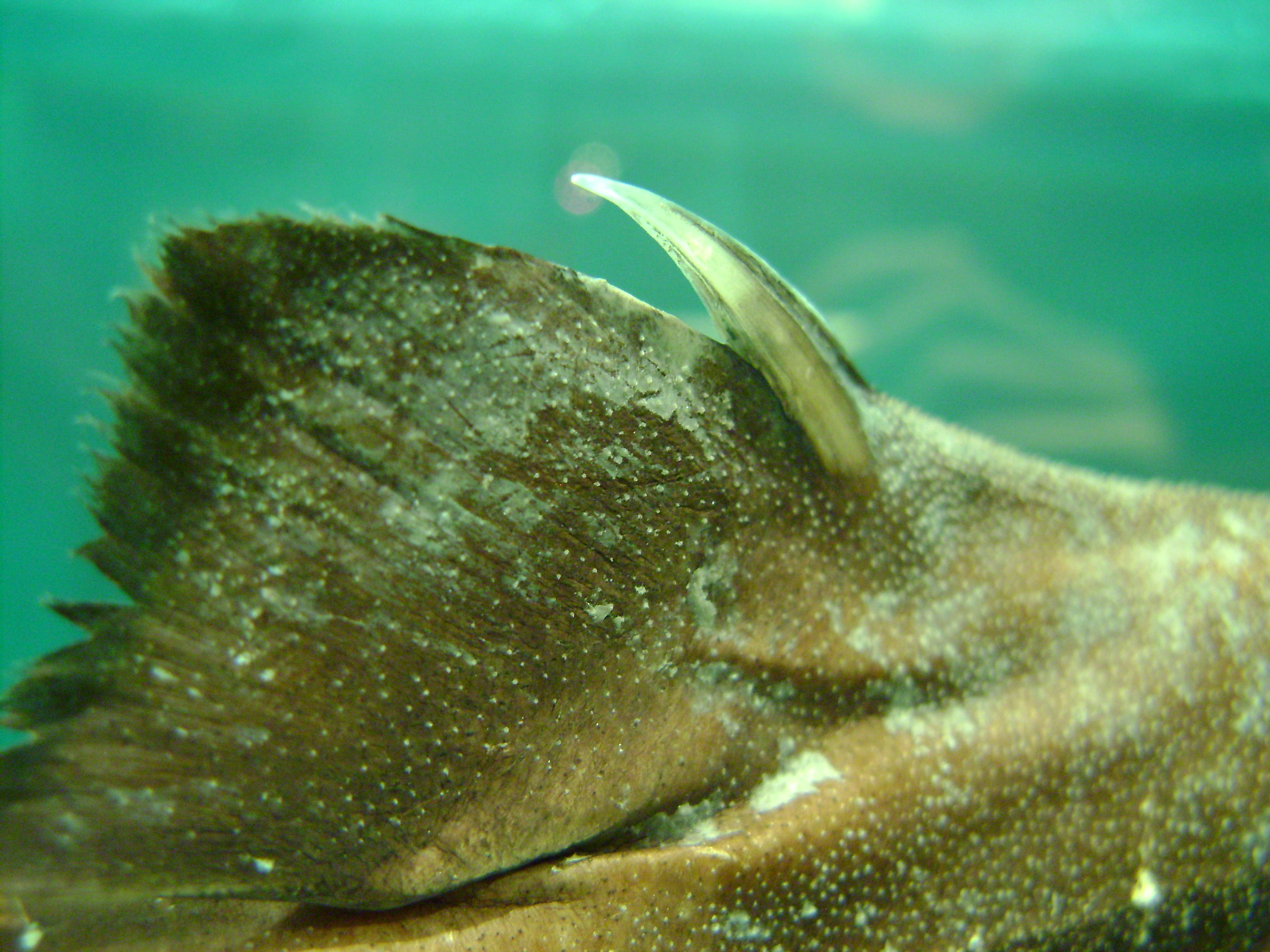
Шип у основания спинного плавника.

Чёрные собачьи акулы Фабрициуса довольно широко распространены в умеренных водах Атлантического океана. На северо-востоке они встречаются от Исландии до Сьерра-Леоне, включая Фарерские острова, южное побережье Норвегии и воды Ирландии. Их можно обнаружить от южных берегов Гренландии и Баффиновой земли до Виргинии, а на юге они обитают в Мексиканском заливе в водах Алабамы. На юго-востоке они распространены у побережья Намибии и ЮАР у мыса Игольного. На юго-западе они встречаются в проливе Бигля и на юге Аргентины. 
Чёрные собачьи акулы Фабрициуса предпочитают держаться на континентальном шельфе и материковом склоне у дна на глубине 180—2250 м. В водах Исландии чаще всего они встречаются на глубине от 800 до 1200 м, у берегов Ирландии между 500 и 1300 м и у побережья Гренландии на глубине от 500 до 1300. В канадских водах эти акулы держатся в диапазоне глубин 350—500 м, а у берегов ЮАР ниже 500 м. . В самой северной части своего ареала чёрные собачьи акулы Фабрициуса могут подниматься близко к поверхности воды, особенно холодными и тёмными зимними месяцами. В Северной Атлантике наблюдается глубинная сегрегация по полу: на глубине свыше 1 км самки гораздо многочисленнее самцов. Также существует локальная сегрегация по размеру: крупные акулы в целом встречаются чаще на глубоководье к западу от Гренландии и на небольшой глубине в западных водах Исландии. У восточного побережья Исландии подобная сегрегация не прослеживается. Предпочтительный температурный диапазон колеблется в пределах 3,5–4,5 °C, хотя у северных берегов Канады чёрные собачьи акулы Фабрициуса наиболее часто встречаются при температуре воды 5–6,5 °C. Вероятно, в Северной Атлантике существуют две обособленные популяции этого вида.

## Описание
Средний размер взрослых чёрных собачьих акул Фабрициуса достигает 60—75 см. Максимальная зарегистрированная длина 1,1 м. Это самый крупный вид в своём семействе. В целом самки крупнее самцов. 
У этих акул плотное, сдавленное с боков тело с довольно длинной, толстой и приплюснутой головой. Рыло в виде широкой арки. Крупные овальные глаза вытянуты по горизонтали, при жизни отражаются зелёным светом. Мигательная мембрана отсутствует. Позади глаз имеются крошечные брызгальца. Ноздри расположены фронтально и обрамлены короткими складками кожи. Рот короткий и изогнутый. Губы тонкие и короткие. По углам рта имеются глубокие борозды. По обеим сторонам верхней и нижней челюстей расположены приблизительно по 34 зубных ряда. У каждого зуба имеются по три узких острия, из которых центральное длиннее латеральных. 
У основания обоих спинных плавников имеются рифлёные шипы. Второй спинной плавник крупнее первого. Конец первого спинного плавника закруглён, его основание лежит позади основания грудных плавников. Второй спинной плавник имеет треугольную форму, его основание расположено над серединой основания брюшных плавников. Грудные плавники маленькие и закруглённые. Брюшные плавники по размеры приблизительно равны второму спинному плавнику, их концы закруглены. Короткий хвостовой стебель оканчивается широким хвостовым плавником, длина которого составляет около 1/4 от всей длины тела. У края удлинённой верхней лопасти имеется выемка, нижняя лопасть неразвита. Кожа покрыта крошечными плакоидными чешуйками, приподнятыми в виде звёздочек неправильной формы. Окрас ровного тёмно-коричневого цвета, брюхо почти чёрное. У молодых акул спинные, грудные и брюшные плавники имеют белую окантовку. По телу хаотично разбросаны крошечные светящиеся точки. 

## Биология
Чёрные собачьи акулы собираются в стаи, более многочисленные зимой и весной. Хотя эти акулы довольно подвижны , их плавательные мускулы демонстрируют низкую активность гликолизированных энзимов и высокую активность креатинкиназы по сравнению с обитающими на меньшей глубине короткопёрыми колючими акулами, на основании чего можно предположить, что первые не столь быстры и не способны совершать резкие броски. Богатая липидами печень, вес которой составляет до 1/5 от общего веса, позволяет поддерживать нейтральную плавучесть. Чёрные собачьи акулы потенциально могут стать добычей крупных акул и костистых рыб. На них паразитируют усоногие рачки Anelasma squalicola, которые прикрепляются к акулам позади второго спинного плавника и препятствуют их размножению. . Кроме них на чёрных собачьих акулах паразитируют трематоды Otodistomum cestoides, веслоногие рачки Neoalbionella fabricii и Neoalbionella centroscyllii и простейшие Haemogregarina delagei и Trypanosoma rajae.

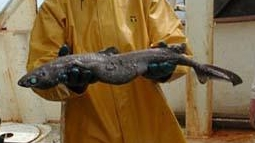

### Рацион
Будучи легко адаптирующимися хищниками чёрные собачьи акулы Фабрициуса охотятся в открытой воде, однако они не брезгают и падалью, упавшей на дно. Их рацион состоит в основном из костистых рыб, таких как макрурус, хек, морской окунь, светящийся анчоус и веретенниковые, а также пелагических ракообразных, например, криля и креветок, и головоногих. С возрастом костистые рыбы начинают превалировать в рационе, тогда как ракообразные становятся менее важны. Иногда чёрные собачьи акулы поедают полихет и медуз. В Северной Атлантике основным источником пищи для этих акул, особенно взрослых, способных проглотить крупные куски, например, головы, служат отходы от промысла макруруса и синекорого палтуса, выбрасываемые за борт. 

### Жизненный цикл и размножение
У чёрных собачьих акул размножение происходит круглый год. Это яйцеживородящий вид акул, эмбрионы развиваются в матке и питаются исключительно желтком. У взрослых самок имеется по два функциональных яичника и две функционирующие матки. Созревшие яйца диаметром 3—4,5 см, попадают в матку, хотя в небольшом количестве они могут остаться в яичниках. Яйца не покрыты защитной капсулой. Незадолго до появления детёнышей на свет внешний желточный мешок пустеет, а некоторое количество желтка сохраняется во внутреннем желточном мешке, прикреплённом к кишечнику. Запасами из внутреннего желточного желтка новорожденный питается до тех пор, пока не научится самостоятельно питаться. Численность в помёте колеблется в пределах 4—40 новорожденных длиной 13—19 см. 
Согласно разным источникам половая зрелость у самцов наступает при достижении длины от 46 до 63 см, а у самок от 51 до 70 см в зависимости от места обитания. У северного побережья Канады самки приносят потомство на глубине менее 400 м. По мере роста молодые акулы уходят севернее на бо́льшую глубину и могут достичь Большой Ньюфаундлендской банки и шельфа Лабрадорского моря. Акулы, обитающие у западного побережья Гренландии подобных миграций не совершают. Зарегистрировано несколько аномальных особей-гермафродитов.

## Взаимодействие с человеком
Вид не представляет опасности для человека, имеет незначительную коммерческую ценность. В Северной Атлантике большое количество чёрных собачьих акул добывают в качестве прилова глубоководными тралами, жаберными сетями и ярусами. Пойманных акул обычно выбрасывают за борт, хотя совсем недавно их перерабатывали на рыбную муку. Международный союз охраны природы присвоил этому виду статус сохранности «Вызывающий наименьшие опасения».